# 모세포종
싹세포종(blastoma, -細胞腫) 또는 아세포종(芽細胞腫)은 어린이에게서 매우 흔히 볼 수 있는 암의 일종으로, 전구세포의 악성 종양에 의해 발병한다. 모세포종(母細胞腫), 진성종양, 아종(芽腫)이라고도 한다. 모세포종의 예로 신모세포종, 수모세포종 및 망막모세포종이 있다.

## 분자 생물학 및 치료
많은 유형의 모세포종은 종양 억제 유전자의 돌연변이와 관련이 있다. 예를 들어 흉막폐 모세포종은 p53에 대한 코딩 돌연변이와 연결되어 있다. 그러나 불완전하게 분화된 세포의 증식을 허용하는 돌연변이는 환자마다 다를 수 있으며 예후를 바꿀 수 있다.
망막모세포종의 경우, 환자는 13번 염색체의 특정 밴드에서 기능 상실 돌연변이와 함께 눈에 띄게 비정상적인 핵형을 가지고 있다. rb 유전자의 열성 결실은 다른 암 유형과도 관련이 있으며 두 대립유전자 모두에 존재해야 한다. 정상 세포가 악성으로 진행된다.
따라서 망막모세포종과 같은 일반적인 모세포종의 경우 개업의가 직접 치료를 시작할 수 있다. 그러나 더 희귀하고 더 유전적으로 연결된 모세포종의 경우 의사는 치료를 진행하기 전에 환자의 핵형을 분석할 수 있다.

## 종류
- 간모세포종(간아세포종)
- 수모세포종
- 빌름스 종양(태생성 신혼합종양)
- 신경아세포종
- 췌장모세포종(이자모세포종)
- 가슴막폐 모세포종
- 망막모세포종
- 교모세포종